# Rastreig de contactes

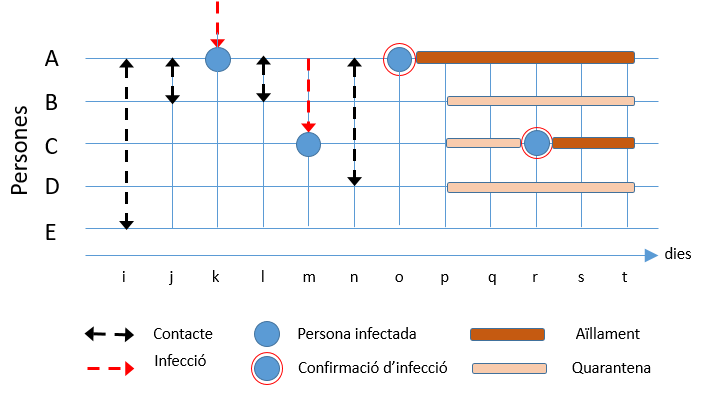
Exemple esquemàtic d'infeccions i contactes. Les persones A i E estan en contacte el dia i. El dia j ho estan A i B. El dia k A s'infecta (origen no indicat). El dia l A i B tornen a estar en contacte. El dia m A i C estan en contacte i C s'infecta. El dia n A i D estan en contacte. El dia o es confirma la infecció de A i s'aïlla. El dia p s'identifiquen els contactes de A que es podrien haver infectat (B, C i D) i comencen la quarantena. El dia r es confirma la infecció de C i s'aïlla.

En l'assistència sanitària, el rastreig de contactes és l'activitat consistent a identificar les persones que han estat en contacte amb una altra que se suposa que està infectada, amb la finalitat d'evitar que, si elles també s'han infectat, en puguin infectar d'altres. Els contactes identificats han de fer quarantena durant el temps que es calcula que podrien infectar altres persones. Es tracta d'una activitat clau que s'ha emprat des de fa molt de temps per a controlar la propagació de malalties infeccioses.
Els passos principals del rastreig de contactes són:
- Identificar els contactes. Es considera contacte una persona que ha estat exposada a infectar-se pel fet d'haver-se relacionat amb una persona infectada en unes situacions (proximitat, durada, etc.) definides per l'autoritat sanitària.

- Quan no hi ha recursos suficients per a tractar tots els contactes, determinar quins seran els prioritaris.

- Informar als contactes de la quarantena que han de fer, de l'evolució previsible de la seva salut i de què fer si no es troben bé.

- Gestionar els contactes. Proporcionar als qui fan la quarantena tota la ajuda que puguin necessitar i seguir l'evolució de la seva salut.

La identificació dels contactes es pot fer manualment o automàticament. En el primer cas, la persona presumiblement infectada comunica els contactes, normalment mitjançant una entrevista amb professionals sanitaris. En el segon cas, els contactes s'identifiquen usant eines informàtiques, sense la intervenció de les persones. En aquest darrer cas, es diu que el rastreig de contactes és digital.